# Dominikus von Sora

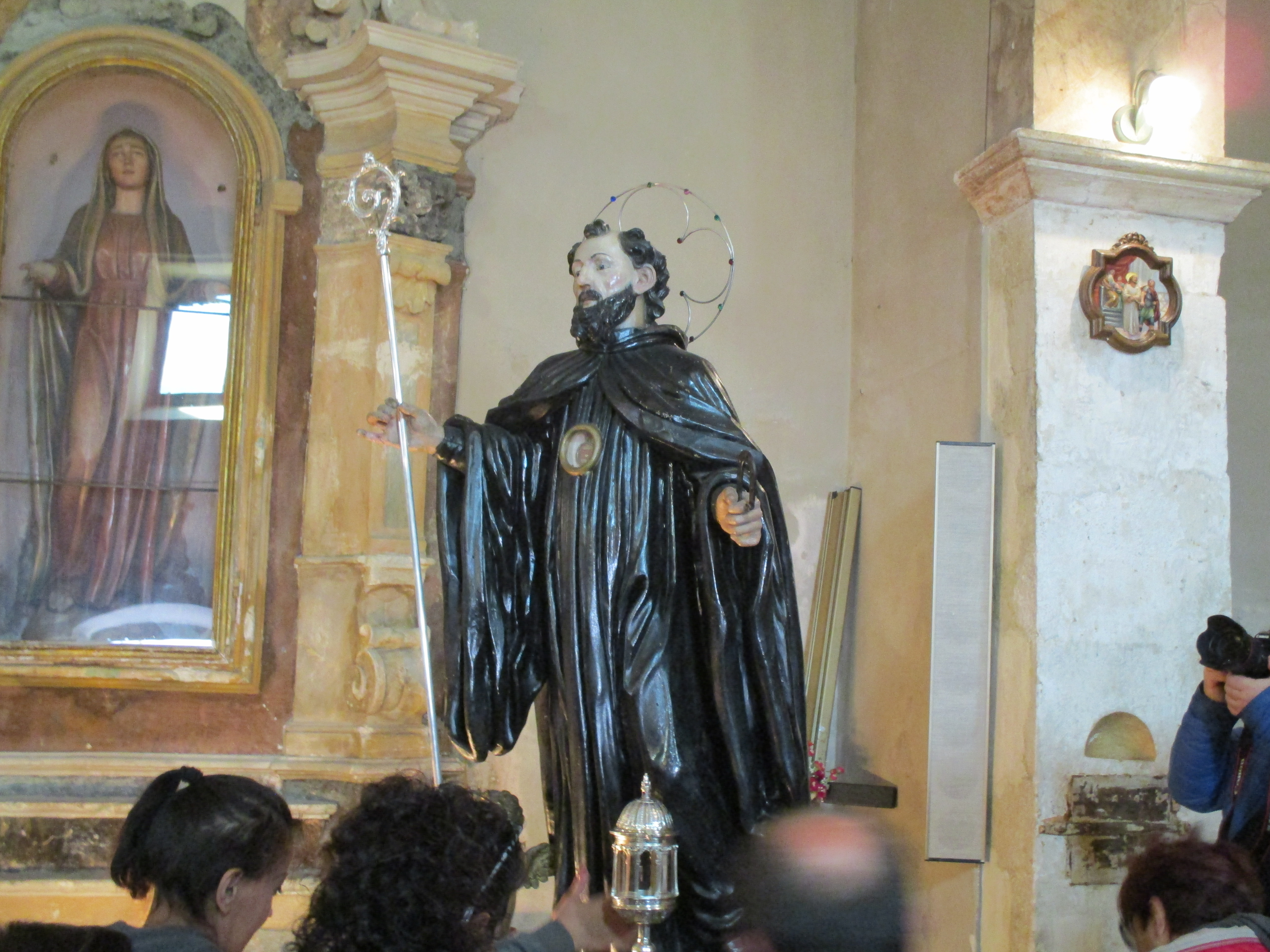
Dominikus von Sora

Der heilige Dominikus von Sora (* 951 in Foligno, Umbrien; † 1031 in Sora, Latium) war ein Benediktinermönch, Eremit, Wanderprediger und Klostergründer.
Schon zu Lebzeiten galt er als wundertätig, wobei seine Wunder der Abwehr von Gefahren durch Wölfe, Bären und vor allem Schlangen dienten. Er selbst und eine Reliquie von ihm wird in dem Abruzzendorf Cocullo verehrt, wo zu seinen Ehren jedes Jahr am 1. Mai eine Schlangenprozession stattfindet.